# Sarah Colley
Sarah Colley es actualmente investigadora honoraria en la Escuela de Arqueología e Historia Antigua de la Universidad de Leicester. Colley está interesada en utilizar la tecnología de comunicación digital y la aplica para mejorar las investigaciones en el campo de la arqueología. Debido a ese interés, actualmente está trabajando con Penelope Allison en el desarrollo de recursos de investigación digital en el Proyecto de Investigación Arqueológica de Kinchega.

## Educación
Colley obtuvo una licenciatura en arqueología en la Universidad de Southampton en 1977, y se doctoró en la escuela de arqueología de la Universidad de Southampton en 1984. Después de completar su doctorado, Colley se convirtió en investigadora postdoctoral en la Universidad Nacional de Australia, trabajando sobre arqueología aborigen australiana.

## Carrera profesional
Ha sido profesora titular de arqueología en la Universidad de Sídney y ha publicado artículos sobre la enseñanza de la arqueología a estudiantes universitarios. Como profesora senior, pudo desarrollar programas de enseñanza e investigación en ética y teoría arqueológica, gestión del patrimonio cultural, arqueología pública, prehistoria aborigen australiana y arqueología histórica . Colley se ha especializado en el estudio de conchas, huesos de pescado y mamíferos para tratar de comprender mejor las dietas, las economías y los cambios ambientales de los primeros humanos. Ha trabajado en yacimientos en Inglaterra, Escocia y el sureste de Australia. Actualmente gestiona las Tablas de archivo de imágenes de huesos de pescado arqueológico, Imágenes de espinas de pescado arqueológicas y Arqueología en línea de NSW: Archivo de literatura gris.

## Publicaciones Seleccionadas
- Colley, Sarah (2007). University-based archaeology teaching and learning and professionalism in Australia. Washington, D.C: Smithsonian Institution Press. pp. 251. ISBN 978-1588340580.
- Colley, Sarah (2018). «Arable weed seeds as indicators of regional cereal provenance: a case study from Iron Age and Roman central-southern Britain». World Archaeology 36 (2): 189-202. doi:10.1080/0043824042000260979.
- Colley, Sarah (2014). «Ethics and Digital Heritage». The Ethics of Cultural Heritage. New York, NY: Springer. pp. 13-32. ISBN 978-1-4939-1648-1. doi:10.1007/978-1-4939-1649-8_2.